# Университет Балеарских островов
Университет Балеарских островов (кат. Universitat de les Illes Balears) — испанский университет, находящийся в городе Пальма.
Отдалённые корни Университета Балеарских островов восходят к Университету Монпелье, который располагался на островах, бывших в составе королевства Мальорка в XIII веке. Несмотря на огромные пожертвования, направленные на развитие собственной системы университетов на островах, после вхождения Балеарского архипелага в состав Испании учебное заведение было встроено в систему Барселонского университета, от которого получило независимость только в 1978 году.